# Encentrum porsildi
Encentrum porsildi är en hjuldjursart som beskrevs av Sørensen 1998. Encentrum porsildi ingår i släktet Encentrum och familjen Dicranophoridae. Inga underarter finns listade i Catalogue of Life.